# Jacques Herbet
Jacques Herbet, né le 27 décembre 1943 à Andrimont (province de Liège), est un metteur en scène, régisseur, scénariste de bande dessinée belge. 

## Biographie
Jacques Herbet naît le 27 décembre 1943 à Andrimont près de Verviers.
Il fait ses études à l'INSAS à Bruxelles,.
Cet homme de théâtre commence son parcours du Centre dramatique de Wallonie dans les années 1960 pour aboutir au Centre de lecture théâtrale de la province de Luxembourg fondé en 2016, en passant par la plupart des théâtres bruxellois, hennuyers, liégeois et du Grand-Duché de Luxembourg. Il réalise plus de 400 mises en scène et autant de décors sonores,. 
En province de Luxembourg, il est cofondateur du Centre dramatique ardennais, du Capiche Arden'Théâtre, du Centre dramatique d'Arlon, de la compagnie Des racines et des mots. De 1996 à 1999, le Théâtre royal des Forges (TRF) d'Habay-la-Vieille lui confie la mise en scène de ses pièces. Il anime plusieurs ateliers théâtre à Bertrix, Marche, Athus et donne de nombreux stages pour le Service provincial de la Diffusion et de l'Animation culturelles (SDAC) et l'Académie d'été tout en réalisant des spectacles les plus divers un peu partout. De ces nombreuses réalisations on peut relever deux préférences : les créations et adaptations théâtrales d'auteurs belges ainsi que les spectacles à caractère historique. Il sera également adaptateur, compositeur et créateur de son.

### Auteur
Il ajoute une nouvelle corde à son arc en écrivant des livres historiques illustrés consacrés à des femmes célèbres de la province de Luxembourg. Il entame une longue collaboration avec Palix pour lequel il écrit un premier ouvrage illustré par ce dernier sur l'histoire de la marquise du Pont d'Oye publié aux Éditions Weyrich. Avec le même illustrateur, il livre Ermesinde entre légende et vérité autour de la figure emblématique de la comtesse Ermesinde, en 2012 chez le même éditeur. Dans la foulée, il écrit de la sorte l'ouvrage Théroigne de Méricourt,,, sur Anne-Josèphe Théroigne de Méricourt la belle Liégeoise a marqué le Paris de la révolutionnaire de sa présence, l'année suivante. Cinq ans plus tard, il s'attache à la personne de la comédienne Bouillonnaise Madeleine Ozeray la compagne de Louis Jouvet dans le volume Madeleine Ozeray - L'ombre de Louis Jouvet,,.

### Vie privée
Il réside à Libramont.

## Œuvres

### Théâtre

#### Mise en scène
- 1992 : 
  - Marie Stuart[18] de Dacia Maraini
  - Fin de journée[19] monologue de Hugues Hausman co-écrit avec Patrick Bartholomé.
- 1994 : Le Coup de Semonce[20] de Jean Louvet, avec Jean-Claude Derudder.
- 1995 : Une suggestion criminelle[18] de Philip Guard
- 1996 :
  - Variations sur les écureuils et les canards[18] de David Mamet
  - Trompe-la-Mort ou le journal de Faustine[21] d'Yves Duval
- 2010 : Le Mystère de Jeanne d'Arc[18]
- 2012 : V. Rimbaud[18] d'après Françoise Lalande
- 2017 : Le Gouverneur oublié[2],[22]
- 2021 : Nathan[23], de Malika El Maïzi, une production du Centre de lecture théâtrale de la province de Luxembourg et de la maison de la culture d'Arlon.

#### Régie
- 1974 La Double Inconstance[24] de Marivaux, production du Rideau de Bruxelles et Ensemble Théâtral Mobile

### Publications

#### Albums de bande dessinée
- La Marquise du Pont d'Oye[7], Éditions Weyrich, Neufchâteau, 2010
Scénario : Jacques Herbet - Dessin et couleurs : Palix -  (ISBN 978-2-87489-101-4)
- Ermesinde entre légende et vérité[8],[9], Weyrich, Neufchâteau, septembre 2012
Scénario : Jacques Herbet - Dessin et couleurs : Palix -  (ISBN 978-2-87489-143-4)
- Théroigne de Méricourt[11],[16], Weyrich, Neufchâteau, août 2013
Scénario : Jacques Herbet - Dessin et couleurs : Palix -  (ISBN 9782874892059)
- Madeleine Ozeray - L'ombre de Louis Jouvet[14],[15], Weyrich, Neufchâteau, 22 mars 2018
Scénario : Jacques Herbet - Dessin et couleurs : Palix -  (ISBN 9782874894763)

#### Articles
- Jean-Luc Bodeux, « Jacques Herbet un marathonien du théâtre Habay pourra rêver de sa marquise », Le Soir,‎ 23 janvier 1999 (lire en ligne , consulté le 8 novembre 2024).
- « Jacques Herbet Metteur en scène », L'Avenir,‎ 29 octobre 2015 (lire en ligne , consulté le 4 janvier 2024).

### Émissions de télévision
- Le Journal, présentation Olivier Orianne, Intervenants: Palix et Jacques Herbet, émission du 30 novembre 2010, sur TV Lux, (4 min 38 s).
- RDV Chez nous, présentation Olivier Orianne, émission du 15 mars 2017, sur TV Lux, (29 min 13 s).